# 그레타 살로메 스테판스도티르
그레타 살로메 스테판스도티르(Greta Salóme Stefánsdóttir, 1986년 11월 11일 ~ )는 아이슬란드의 가수이다. 유로비전 송 콘테스트 2012, 2016에서 아이슬란드 대표로 참가했다.